# Junction (SMAPのコンサート映像)
「JUNCTION」とは、SMAPのコンサートで使用される映像のことである。

## 解説
- 「JUNCTION」という映像がコーナーとコーナーのつなぎ目の映像として使われ、流れている間に、メンバーの衣装替えが行われる。
- DVDでは、本編にそのまま収録されたり、特典映像としてDisc3にまとめて収録されるが、カットされてしまう場合も多い。
- 以前は、メンバーの木村拓哉のソロコーナーの前に「JUNCTION」があるときは、会場の観客を抽選で選び、プレゼントを贈るといったこともあったが、近年は、そのようなことはない。
- タモリや、堀北真希、マーティー・フリードマンなど、有名人が「JUNCTION」に出演することも多い。

## 主な構成
- 例年では、「OPENING」として、メンバーがステージに登場する前に「JUNCTION」が1回流れて、3曲程度歌い終わった後に、1回流れ、リミックスメドレーなどを歌い終えた後に1回、バラードコーナー終了後に1回流れて、後半をはじめて3曲程度歌った後に1回流れて、ソロコーナーを一つ終了させ、アンコール前の盛り上がる曲を2、3曲歌い終えて、本編終了した時に、アンコール前の映像として1回流れる。なお最後の1回は、ラッキーさんと呼ばれる、SMAPと一緒にバックステージで歌って踊れる人を5人選ぶ映像が流れる。
- 2012年に行われたツアー「GIFT of SMAP -CONCERT TOUR'2012-」では、今までの構成と極端に違い、アンコール前に歌唱した曲が、盛り上がる曲も1曲あったが、普通の曲やバラード曲を歌って、今までとは違った本編終了の仕方だった。
- さらに、ソロコーナーが一つアンコールにあったり、アルバム曲の1曲である「前に!」をアンコール最後に歌うなど、変わった構成であった。
- 近年は、ダブルアンコール、トリプルアンコールが、DVDに収録されない。

## 開催場所
- 東京ドーム、京セラドーム大阪、ナゴヤドーム、札幌ドーム、福岡Yahoo JAPANドームの5つのドームで近年は行われている。
- 過去は、国立競技場、日本武道館、長崎市公会堂、横浜国際総合競技場などで行われたこともある。

```
*2012年は、
東京スタジアム
でも行われた。
```

## 毎回歌われる曲

### オリジナル スマイル
- 1994年に行われたSEXY SIX SHOW以来、すべてのコンサートで行われている。
- 2006年の「Pop up! SMAP―飛びます!トビだす!とびスマ?TOUR」では、ツアーの最終公演でトリプルアンコールで歌われた。
- 2012年の「GIFT of SMAP -CONCERT TOUR'2012-」では、アンコールでラッキーさんと一緒に披露された
- 終盤で歌われることが多いが、2003年のツアー「SMAP '03 "MIJ Tour"」では、前半で歌われた。

### SHAKE
- 1997年のツアー「SMAP 1997 "ス" 〜スばらしい！ステキな！スゴイぞ！スーパースペシャルコンサート〜」で初めて歌われて以降、毎回歌われている。
- OPENINGで歌われたり、アンコールで歌われたり、様々である。

### BANG! BANG! バカンス!
- 2005年に行われたSMAPとイク? SMAP SAMPLE TOUR FOR 62DAYS」以来、すべてのコンサートで歌われている。
- 2005年、2006年の2年間のライブでは、どちらも2回歌われた。
- 前半で歌われることもあるが、後半で歌われることも多い。

### ありがとう
- 2006年に歌われたツアーで、初めて歌われたが、その時は、未発表曲であった。しかし、CD発売が発表された。
- 2006年のツアー、2008年の「SMAP 2008 super.modern.artistic.performance tour」ではアンコールの最後に歌われ(ダブルアンコールとトリプルアンコールは除く)ており、2010年の「We are SMAP! 2010 SMAP CONCERT TOUR」でも、2012年のツアーでも終盤で歌われている。

### This is love
- 2010年と2012年に歌われている。
- 2010年の時には、アンコールとOPENINGの2回歌われている。

KANSHA して
・1995年のSMAP 007 MOVIES〜Summer Minna Atsumare Partyライブ以降、毎回歌われている。
木村、香取、森にソロパートがある。

## 発売以降に数回歌われてきた曲

### 世界に一つだけの花
- アルバムバージョンも含めれば、2002年の「SMAP '02 "Drink! Smap! Tour"」以来、毎回歌われてきたが、2012年のツアーでセットリストから外れてしまった。ちなみに、世界に一つだけの花のシングル発売日と、このツアーDVDの発売日は同じ日である。

### 夜空ノムコウ
- 1998年に行われたツアー「CONCERT TOUR 1998 "VIVA AMIGOS!"」以来、2005年までは毎回歌われ、2008年から再び毎回歌われている。
- しかし2012年には、ラップ曲風にリミックスされて歌われている。

### らいおんハート
- 2000年のツアー「SMAP'00 "S map Tour"」以来、2003年までは毎回歌われ、2006年には稲垣吾郎が一人で歌い、2008年から、また歌われたが、2012年は歌われていない。

### オレンジ
- A面の「らいおんハート」と同じく、2000年から歌われ、2002年までは歌われたが、2003年では外れてしまい、2005年ではまた復活し、2006年では、木村拓哉が一人で歌い、2008年以降すべて歌われている。
- 回数でいえば、「らいおんハート」よりも歌われている。

### 青いイナズマ
- 1996年のツアー「SMAP 010 "TEN"」以来、2001年には外れてしまい、2002年に復活し、2005年にはまた外れてしまい、2006年に復活し、2012年にはまたまた外されてしまった。

### 真夜中のMERRY-GO-ROUND
- アルバム曲の中で、もっとも歌われている曲である。2002年、2006年のライブで披露された。

### 心の鏡
- 過去数回歌われているが、2008年以降歌われていない。

### 俺たちに明日はある
- 過去、終盤に数回歌われている。

### はだかの王様 〜シブトクつよく〜
- 終盤に歌われることが多いが、2005年以降は歌われていない。

### がんばりましょう
- 過去、オリジナル スマイルほどではないが、何回も歌われている。

他にもあるが、代表的なものはこれくらいである。

## 構成者
- 過去に、中居正広、木村拓哉、香取慎吾は中心となって、コンサートを構成したことがある。